# Ahhotep II
Ahhotep II - królowa egipska. Była córką Ahmose I i Ahmes-Nefertari. Główna małżonka, siostra-żona Amenhotepa I, ze związku z którym urodziła ich jedynego syna - Amenemhata zmarłego w dzieciństwie. Drugorzędna żona Amenhotepa, również jego siostra-żona - Ahmes-Meritamon nie dała faraonowi następcy tronu. W związku z tym po bezpotomnej śmierci Amenhotepa I, władzę przejął Totmes I prawdopodobnie w wyniku znacznego poparcia, udzielonego mu przez królową wdowę Ahmes-Nefertari, która była matką żony Totmesa I, królowej Ahmes.